# Harwinton
Harwinton è un comune di 5.571 abitanti degli Stati Uniti d'America, situato nella Contea di Litchfield nello Stato del Connecticut.